# WGME TV Tower
WGME TV Tower – wieża telewizyjna w amerykańskim stanie Maine mierząca 493,47 m wysokości (według części źródeł 495,1 m), w tym 458,2 m bez anteny. W latach 1959–1960 najwyższa konstrukcja na świecie. Położona jest w pobliżu Richmond w hrabstwie Cumberland na wysokości 129 m n.p.m.; do 2009 nadawała sygnał analogowy, obecnie jedynie cyfrowy.
W momencie wybudowania w 1959 maszt został najwyższą konstrukcją na świecie, prześcigając KOBR-TV Tower w hrabstwie Lea w Nowym Meksyku (490,7 m). W 1960 ten rekord pobiła KFVS TV Mast w hrabstwie Cape Girardeau w Missouri. Do czasu postawienia w 2001 roku WMTW Tower w Baldwin pozostawała najwyższą konstrukcją stanu Maine.